# Thierry Miller
Thierry Miller (* 13. Oktober 1966) ist ein ehemaliger Schweizer Tischtennisspieler.

## Leben
Thierry Miller wurde 1966 geboren. Er kam 1972 zum Tischtennis. Urania Genève Sport war sein erster Verein. Nach vier Jahren wechselte er zu Silver Star. Danach spielte er in Deutschland, Frankreich und Schweden. Zurück in der Schweiz spielte er beim TTC Neuhausen und beim TTC Bulle. Er zählt immer noch zu den besten Schweizer Tischtennisspielern. In der deutschen Bundesliga war er 1985/86 bei TuS Vahr-Bremen sowie 1997 bei TTC Grünweiß Bad Hamm aktiv.
1981 gewann er bei der Jugend-Europameisterschaft eine Bronzemedaille. Von 1984 bis 2007 wurde er 14-mal Schweizer Meister im Einzel. Von 1981 bis 2003 nahm er an zehn Weltmeisterschaften teil, kam dabei jedoch nie in die Nähe von Medaillenrängen.
Zu seinen größten Erfolgen zählt der Sieg gegen den Olympiasieger von 1988 Yoo Nam-kyu an der WM 2009.

## Erfolge
- 14-mal Schweizer Meister im Einzel
- 14-mal Schweizer Meister im Doppel
- 4-mal Schweizer Meister im Mixed
- 1981 3. Platz im U15 EM in Topolcany
- 2006 Senioren O40 Weltmeister im Doppel mit Zoran Kalinić
- 2013 3. Platz im Einzel Senioren O40 EM in Bremen
- 2022 Europameister im Einzel O55 in Rimini/ITA

## Turnierergebnisse
| Verband | Veranstaltung     | Jahr | Ort             | Land | Einzel     | Doppel     | Mixed        | Team |
| ------- | ----------------- | ---- | --------------- | ---- | ---------- | ---------- | ------------ | ---- |
| SUI     | Pro Tour          | 1999 | Lievin          | FRA  | letzte 32  |            |              |      |
| SUI     | Pro Tour          | 1999 | Hopton-on-Sea   | ENG  | Rd 1       |            |              |      |
| SUI     | Pro Tour          | 1998 | Wakayama        | JPN  | Rd 1       | letzte 16  |              |      |
| SUI     | Pro Tour          | 1998 | Kota Kinabalu   | MAS  | letzte 32  | Rd 1       |              |      |
| SUI     | Pro Tour          | 1997 | Kalmar          | SWE  | Rd 1       |            |              |      |
| SUI     | Pro Tour          | 1997 | Gdańsk          | POL  | Rd 1       |            |              |      |
| SUI     | Pro Tour          | 1997 | Fort Lauderdale | USA  | Rd 1       | Rd 1       |              |      |
| SUI     | Weltmeisterschaft | 2003 | Paris           | FRA  | Qual       |            |              |      |
| SUI     | Weltmeisterschaft | 1999 | Eindhoven       | NED  | letzte 64  | letzte 64  | letzte 128   |      |
| SUI     | Weltmeisterschaft | 1997 | Manchester      | ENG  | letzte 64  | letzte 128 | Rd 2         | 49   |
| SUI     | Weltmeisterschaft | 1995 | Tianjin         | CHN  | letzte 128 | letzte 64  | letzte 64    | 43   |
| SUI     | Weltmeisterschaft | 1993 | Göteborg        | SWE  | letzte 128 | Qual       | keine Teiln. | 47   |
| SUI     | Weltmeisterschaft | 1989 | Dortmund        | FRG  | letzte 128 | Qual       | keine Teiln. | 34   |
| SUI     | Weltmeisterschaft | 1987 | New Delhi       | IND  | letzte 64  | letzte 64  | letzte 128   | 36   |
| SUI     | Weltmeisterschaft | 1985 | Göteborg        | SWE  | letzte 128 | letzte 64  | keine Teiln. | 30   |
| SUI     | Weltmeisterschaft | 1983 | Tokio           | JPN  | Qual       | letzte 64  | Qual         | 29   |
| SUI     | Weltmeisterschaft | 1981 | Novi Sad        | YUG  | Qual       | Qual       | keine Teiln. | 31   |